# Pararondibilis eluta
Pararondibilis eluta är en skalbaggsart som beskrevs av Holzschuh 2003. Pararondibilis eluta ingår i släktet Pararondibilis och familjen långhorningar.
Artens utbredningsområde är Nepal. Inga underarter finns listade i Catalogue of Life.